# 리스
리스(lease, leasing)란, 시설을 대여해주는 회사가, 기업이 선택한 기계 설비 등을 구매하고 그 기업에 그 물건을 비교적 장기간 빌려주는 거래를 말한다. 일반인들에게는 보통 자동차 리스가 많이 알려져 있다.
기업이 필요로 하는 기계 설비를 5 - 7년의 장기간 동안 빌려주는 제도로서, 기업에서 물건(기계설비)의 종류, 규격, 가격 등을 결정하면 리스 회사는 기계설비 제조회사에 대금을 지급하는 형식으로 금융을 해주는 것이다. 리스 방식으로 설비를 조달받은 기업은 1 - 6개월마다 설비 사용료에 해당하는 리스료를 납부한다. 리스를 이용하면 기업이 필요로 하는 설비 전액에 대한 100% 융자효과가 있으며, 리스료는 세법상 전액 손비처리되어 비용절감을 가져다 준다. 또 물건의 임대차 방식이기 때문에 부채비율을 악화시키지 않고서도 설비를 조달할 수 있는 장점이 있다.

## 방식
임대 대상 물건은 중고 · 신품을 따지지 않지만, 많은 경우 리스 회사가 새 물건을 기업 대신 구입한 후 빌려주게 된다. 물품의 소유권은 리스 회사에 있지만, 기업은 자사에서 구입한 경우와 거의 같은 방법으로 물건을 사용할 수 있기 때문에, 전 세계에서 설비 투자의 수단으로 널리 보급되어있다.
대한민국에서는 리스가 여신전문금융업법에 의해 관리되고 있다.

## 판례
리스는 일반적인 임대차와 다르다는 다음과 같은 판례가 있다.
- 시설대여(리스)는 시설대여회사가 대여시설 이용자가 선정한 특정물건을 새로이 취득하거나 대여받아 그 물건에 대한 직접적인 유지, 관리책임을 지지 아니하면서 대여시설이용자에게 일정기간 사용케 하고 그 기간에 걸쳐 일정대가를 정기적으로 분할하여 지급받으며 그 기간 종료후의 물건의 처분에 관하여는 당사자간의 약정으로 정하는 계약으로서, 형식에서는 임대차계약과 유사하나 그 실질은 물적금융이고 임대차계약과는 여러 가지 다른 특질이 있기 때문에 시설대여(리스)계약은 비전형계약(무명계약)이고 따라서 이에 대하여는 민법의 임대차에 관한 규정이 바로 적용되지는 아니한다.[2]

## 같이 보기
- 금융리스